# Krisztián Forró
Krisztián Forró (ur. 31 stycznia 1976 w m. Veľká Mača) – słowacki polityk i przedsiębiorca węgierskiego pochodzenia, lider Partii Społeczności Węgierskiej oraz Sojuszu, kandydat w wyborach prezydenckich w 2024.

## Życiorys
Kształcił się w Dunajskiej Stredzie, studiował na uczelni Modern Üzleti Tudományok Főiskolája w Tatabányi. Zajął się prowadzeniem własnej działalności gospodarczej. W 2004 wstąpił do Partii Węgierskiej Koalicji (przemianowanej później na Partię Społeczności Węgierskiej). W 2011 stanął na czele jej struktur w powiecie Galanta, a w 2012 wszedł w skład jej zarządu krajowego. W 2020 został nowym przewodniczącym tego ugrupowania. W 2021 stanął na czele partii Sojusz, powstałej z połączenia jego formacji i innych stronnictw reprezentujących mniejszość węgierską.
Kandydował w wyborach prezydenckich w 2024. Otrzymał w nich 2,9% głosów, zajmując czwarte miejsce. W tym samym roku przestał kierować swoją partią.